# 사랑을 그대 품안에
《사랑을 그대 품안에》는 1994년 6월 6일부터 1994년 7월 26일까지 방영된 문화방송 월화 미니시리즈 작품이다.

## 트리비아
- 해당 드라마는 국내 트렌디 드라마 1세대 작품 중 한 작품이기도 하고, 차인표는 이 드라마를 통해 일약 스타덤에 올랐으며, 함께 연기한 신애라와 열애 끝에 1995년 11월에 결혼했다.
- 한편, 곽진영(서영지 역)은 해당 작품 이후 2001년 《결혼의 법칙》 을 제외하면 타 방송사 연속극 위주로 출연했는데 성형 부작용 등으로[1] 한동안 힘든 시기를 겪었으며 2012년 채널A 드라마 《불후의 명작》에서 조연을 맡아[2] 복귀에 성공했고 나중에는 연기활동을 접은 대신 SBS 《불타는 청춘》에만 출연했는데 2003년 KBS 2TV 《장희빈》이후[3] 지상파 연속극 활동이 뜸해졌다.

## 줄거리
창업자인 아버지 세대를 이어 대형 백화점의 경영주로 부상하는 야망과 패기가 넘치는 두 젊은이 강풍호와 정도일의 갈등과 대립, 극적인 공정과 옛사랑의 상처를 딛고 진정한 사랑에 눈을 떠가는 풍호의 사랑 이야기를 그렸다.

## 등장 인물

### 주요 인물
- 차인표 : 강풍호 역

재벌 2세. 현재 그의 직책은 서울백화점 영업 2부 이사(부장급)이다. 원래 고은채와 연인이었으나 고은채가 정도일에 의해 정략결혼을 당하자 실의에 빠졌지만 곧 나타난 이진주와 다시 연인이 된다. 고은채가 정도일의 아이를 유산하게 되었을 때 남편인 정도일은 해외 출장중 오지 않은 것과는 대조되게 몸소 달려와 고은채를 병원에 데려다주는 자상함을 지녔다. 이외에도 강풍호는 색소폰 연주의 달인이었는데 강풍호의 색소폰 연주에 감동받은 사람들이 색소폰을 서로 구매하는 바람에 한때 색소폰이 없어서 팔지 못할 지경까지 갈 정도였다.
- 신애라 : 이진주 역

백화점 의류 매장 직원으로서 성실한 근무자세와 착한 성격의 소유자. 백화점 CF모델 선발대회에서 우승해 모델로 발탁되었다. 고은채와의 결별로 아파하는 강풍호와 연인으로 발전하게 되었다. 사랑을 그대 품안에의 이러한 시나리오가 크게 영향을 끼쳐 차인표와 신애라는 실제로 결혼하기에 이르렀다.
- 이승연 : 고은채 역

원래 강풍호의 연인이지만 아버지인 고영균 회장과 정한수 사장에 의한 정략 결혼으로 어쩔 수 없이 정도일의 아내가 된다. 그래도 어떻게든 정도일에게 적응해보려 하지만 냉혹한 성격을 지닌 정도일에게 아내로서 제대로 대우받지 못하고 있다.
- 천호진 : 정도일 역

서울백화점 영업 1부 이사(부장급). 냉혹하고 자신의 목적을 이루기 위해 수단과 방법을 가리지 않는 악한 인물. 강풍호와 고은채를 갈라서게 하였으며 회사의 지분을 경쟁사에 빼돌리려 한 적도 있었다. 고은채가 임신 했음을 알았을 때, 불임인 자신은 아이를 가질 수 없기 때문에 강풍호의 아이로 의심한다. 강풍호, 이진주 등이 동해로 여행을 갔을 때 모략을 꾸며 강풍호를 위기 상황으로 몰아넣고 이는 강풍호가 임원직 사임을 결심하는 계기가 된다(그러나 그는 그 뜻을 후에 철회한다). 결국 나중에 강풍호가 정도일의 비리내용을 담은 디스켓을 고은채로부터 받아 제출하자 회사에서 쫓겨나게 된다.

### 그 외 인물
- 김진태 : 정한수 역

정 사장. 서울백화점 사장. 정도일의 아버지. 강풍호의 아버지 강만갑 회장과 공동으로 서울백화점을 운영했으나, 강만갑 회장의 급사로 인해 혼란한 틈을 타, 정도일 및 고영균과 짜고 강풍호를 백화점 경영진에서 내치려 한다.
- 국정환 : 고영균 역

고 회장. 삼건건설 회장. 고은채의 아버지. 정도일, 정한수와 같이 계략을 꾸민다.
- 박영지 : 허희완 역

허 상무. 서울백화점 상무이사. 강풍호와 정도일의 상급자. 강풍호의 부친을 모셨으며, 강풍호에게는 Mentor와 같은 존재이다. 강풍호가 퇴진 위기에 몰렸을 때 강풍호가 자신이 가진 지분을 넘기겠다고 하자, 약한 모습의 강풍호를 꾸짖으며 용기를 북돋아 준다.
- 이정섭 : 강철 역

서울백화점 마담부띠끄 사장. 이진주, 서영지 등과 의류 매장에서 근무. 강풍호와 이진주 러브라인을 밀어준다.
- 강남길 : 조충복 역

조 차장. 서울백화점 영업 2부 차장. 강풍호의 부하 직원. 강풍호에게 충성을 다한다. 백화점 직원 오사라를 짝사랑한다.
- 조형기 : 허기진 역

허 실장. 서울백화점 영업 1부 실장. 허희완 상무이사의 친조카. 정도일의 부하 직원. 실장이라는 직책과는 어울리지 않게 촐랑거린다.
- 권해효 : 권해효 역

구두 매장에서 근무. 이진주를 짝사랑 하는 캐릭터이며, 강풍호의 온갖 잡다한 일들을 도맡아 해준다.
- 오승명 : 강만갑 역

강 회장. 서울백화점 회장, 강풍호의 아버지, 극 초반에 수술 중 사망한다.
- 김환교 : 양동휘 역

양 대리. 서울백화점 영업 1부 대리. 허기진 실장과는 고등학교 선후배 관계이며 허기진 실장을 잘 따르지만 백화점 내에서는 행실이 좋지 않아 평가는 좋지 못하다.
- 김기호 : 이치한 역

진주의 오빠. 굉장히 난폭하며 돈을 밝혀 이진주에게 돈을 내놓으라고 협박하며 구타를 일삼다가 강풍호에게 매를 맞는다. 사실 본업은 배우가 아니라 드라마 작가이며 이 작품의 대본을 집필한 주역이다.
- 경인선 : 김 비서 역

정한수 회장의 비서.
- 이경아 : 최미숙 역

강풍호의 비서이자 허실장의 스파이.
- 곽진영 : 서영지 역

백화점 의류 매장 직원으로 이진주의 동료 직원이자 친한 친구이다.
- 윤예희 : 오사라 역

정도일 이사의 내연녀였으며 후에 조충복 차장과 결혼에 골인한다.
- 박광정 : 박광정 역

신사복 매장 직원이며 진주의 친구인 서영지를 짝사랑 하는 캐릭터이다.
- 문성근 : 본인 역

이진주의 광고 촬영 파트너.
- 남궁연 : 홍승준 역

강풍호가 자주 찾던 카페에서 색소폰을 권유한 서울 아연 음악학원 원장.
- 이근희 : 이백찬 역

서울백화점 총무경영처 처장.
- 서춘화 : 미스 박 역

서울백화점 직원, 진주의 뒤를 이어 마담부띠끄에 근무하게된다.

## 95년 재방송 당시 시간
- 1월 15일 : 1시 30분부터 1~2회 연속 재방송
- 1월 21일 : 3시부터 3~4회 연속 재방송
- 1월 22일 : 1시 10분부터 5~6회 연속 재방송
- 1월 28일 : 4시부터 7~8회 연속 재방송
- 1월 29일 : 4시 30분부터 9~10회 연속 재방송
- 1월 30일 : 4시부터 11~12회 연속 재방송
- 1월 31일 : 4시부터 13~14회 연속 재방송
- 2월 1일 : 4시부터 15~16회 연속 재방송

## O.S.T.

#### 트랙 리스트
※ 발매일: 1994.06 / 기획: MBC 예술단
1. 사랑을 그대 품안에 / 노래: 최진영
2. 돌아서기 전에 / 노래: 신용택
3. 그대 처음 / 노래: 박용진
4. 사랑을 그대 품안에 (바이올린 연주곡) / 연주: 심상원
5. 사랑의 테마 Ⅱ (바이올린 연주곡) / 연주: 김동석 (작곡: 다니엘 드 쟝 / 편곡: 오진우)
6. 타이틀 Ⅰ / 노래: 김경주 (작곡: 다니엘 드 쟝 / 편곡: 오진우)
7. 타이틀 Ⅱ / 노래: 최선경 (작곡: 다니엘 드 쟝 / 편곡: 오진우)
8. 사랑의 테마 Ⅰ (바이올린 연주곡) / 연주: 김동석 (작곡: 다니엘 드 쟝 / 편곡: 오진우)
9. 사랑의 테마 Ⅰ (연주곡) / 연주: 정동구 (작곡: 다니엘 드 쟝 / 편곡: 오진우)
10. 사랑을 그대 품안에 (피아노 연주곡) / 연주: 최진영
11. 사랑을 그대 품안에 (색소폰 연주곡) / 연주: 이정식

## 수상
- 1994년 MBC 연기대상 신인상 차인표
- 1995년 제31회 백상예술대상 TV부문 인기상 차인표

## 참고 사항
- 차인표 자리에는 손창민이 낙점되었으나 동시간대 SBS 《작별》캐스팅[5] 때문에 고사했다.
- 이승연은 해당 작품에 앞서 KBS 2TV 일일드라마 《한쪽 눈을 감아요》 캐스팅 물망에 한때 거론됐으나[6] <사랑을 그대 품안에> 앞시간대라 고사했고 당시 이승연 자리에는 이응경이 대타로 들어갔으며 허준호가 정도일 역 물망에 올랐지만 나이가 너무 젊다는 이유 때문에 좌절됐는데 신애라 (이진주 역)의 뮤지컬 데뷔작인[7] 《웨스트 사이드 스토리》에서 호흡을 맞춰 억울함을 조금이나마 덜어냈다.
- 욕조 안에서의 선정적 키스신 장면 등을 내보내 방송위원회로부터 경고를 받았음에도 1995년 1월 중순부터 재방영을 하면서 문제가 됐던 장면을 그대로 내보내어 비난을 받았다.[8]
- 2019년 개국한 MBC ON에서 재방송되었다.
- 드라마 역사에 관심있는 사람들 입장에선 우리나라 드라마 전환기를 크게 1차로 컬러티브이 시대 2차로 서울 방송 개국 출범을 전환기로 보는데 바로 3차 전환기가 사랑을 그대 품안에 라는 이 드라마 출현이라고 할 수 있다. 비현실적 신데렐라 허영 환상 충족 포르노(여성의 성적 만족과 육체라는 재료 대신 물질적의 만족과 미모라는 재료를 소재로)드라마의 효시가 바로 이 드라마라 할 수 있으며 수 년후 나온 파리의 연인 같은 드라마도 이 드라마의 아류작이라 볼 수 있다.
- 이 드라마에 출연한 배우 상당수가 이후 국방 드라마인 《신고합니다》에서 다시 출연하게 된다. 해당 배우는 차인표, 권해효, 조형기, 박광정 등이다.